# Carretera de Nebraska 23
La Carretera de Nebraska 23 (en inglés: Nebraska Highway 23) y abreviada NE 23, con una longitud de 159,92 millas (257,4 km), es una carretera estatal de sentido  suroeste ubicada en el estado estadounidense de Nebraska. La Carretera de Nebraska 23 se inicia en su extremo occidental en la frontera de Colorado en Venango, donde la carretera continúa hacia el oeste por Ruta del Condado de  Nebraska 23. Su extremo este se inicia en Holdrege en una intersección con U.S. Route 6 y U.S. Route 34.

## Cruces
Los principales cruces de la Carretera de Nebraska 23 son las siguientes:
| Condado  | Ubicación                 | Millas                    | Cruces                        | Notas                                |
| -------- | ------------------------- | ------------------------- | ----------------------------- | ------------------------------------ |
| Perkins  | Venango                   | 0.00                      | CO 23 Oeste                   | Frontera Colorado, límite occidental |
| Perkins  | Grant                     | 18.29                     | NE 61 Norte (Central Avenue)  | Extremo oeste de la NE 61            |
| Perkins  | Grant                     | 21.38                     | NE 61 Sur                     | Extremo este de la NE 61             |
| Lincoln  | Wallace                   | 49.26                     | NE 25                         |                                      |
| Lincoln  |                           | 70.42                     | US 83 Norte                   | Extremo oeste de EE. UU. 83          |
| Frontier | Maywood                   | 84.07                     | US 83 Sur                     | Este por US 83                       |
| Frontier | Curtis                    | 91.56                     | NE 18 Este (Center Avenue)    |                                      |
| Lincoln  | No los principales cruces | No los principales cruces | No los principales cruces     | No los principales cruces            |
| Dawson   | Farnam                    | 113.12                    | NE 47 Norte (Sur Lake Avenue) |                                      |
| Frontier | Eustis                    | 122.78                    | NE 21 Norte                   |                                      |
| Gosper   | Elwood                    | 132.54                    | US 283 (Smith Avenue)         |                                      |
| Phelps   | Holdrege                  | 159.92                    | US 6 US 34 (Oeste 4th Avenue) | Terminal del este                    |